# Ларс Ріккен
Ларс Ріккен (нім. Lars Ricken, нар. 10 липня 1976, Дортмунд) — німецький футболіст, що грав на позиції півзахисника.
Виступав за клуб «Боруссія» (Дортмунд), а також національну збірну Німеччини.
Триразовий чемпіон Німеччини. Дворазовий володар Суперкубка Німеччини. Переможець Ліги чемпіонів УЄФА. Володар Міжконтинентального кубка. 

## Клубна кар'єра
У дорослому футболі дебютував 1993 року виступами за команду клубу «Боруссія» (Дортмунд), кольори якої і захищав протягом усієї своєї кар'єри гравця, що тривала цілих п'ятнадцять років. Більшість часу, проведеного у складі «Боруссії», був основним гравцем команди. За цей час тричі виборював титул чемпіона Німеччини, ставав володарем Суперкубка Німеччини (двічі), переможцем Ліги чемпіонів УЄФА, володарем Міжконтинентального кубка.

## Виступи за збірну
1997 року дебютував в офіційних матчах у складі національної збірної Німеччини. Протягом кар'єри у національній команді, яка тривала 6 років, провів у формі головної команди країни 16 матчів, забивши 1 гол.
У складі збірної був учасником розіграшу Кубка конфедерацій 1999 року у Мексиці, чемпіонату світу 2002 року в Японії і Південній Кореї, де разом з командою здобув «срібло».

## Титули і досягнення
- Чемпіон Німеччини (3):

«Боруссія» (Дортмунд): 1994–95, 1995–96, 2001–02
- Володар Суперкубка Німеччини (2):

«Боруссія» (Дортмунд): 1995, 1996
- Переможець Ліги чемпіонів УЄФА (1):

«Боруссія» (Дортмунд): 1996–97
- Володар Міжконтинентального кубка (1):

«Боруссія» (Дортмунд): 1997
- Чемпіон Європи (U-16): 1992
- Віце-чемпіон світу: 2002